# Métrica (poesia)
Em versificação, a métrica é um termo empregado tanto para se referir à composição dos metros em um texto versificado, quanto para denotar uma regularidade silábica entre um ou mais versos dentro de um texto.
A definição precisa dos metros é essencial para construir o ritmo de uma estrofe. Quando todos os versos de uma estrofe são isossilábicos, isto é, quando há apenas um metro entre todos eles, diz-se que são versos métricos. Já quando os  versos de uma estrofe possuem mais de um metro, contudo, imbuídos de certa regularidade, diz-se que são versos compostos. Porém, quando não se observa nenhuma regularidade silábica entre os versos, isto é, quando não há métrica alguma na estrofe, diz-se que são versos livres. Estes últimos, por muito tempo menosprezados na literatura ocidental, tornaram-se característica marcante da poesia moderna a partir da obra de Walt Whitman, por mais que já estivessem presentes em variadas obras poéticas não-ocidentais, como o Livro dos Salmos.